# Tremblay-les-Villages
Tremblay-les-Villages é uma comuna francesa na região administrativa do Centro, no departamento Eure-et-Loir. Estende-se por uma área de 63,09 km². Em 2010 a comuna tinha 2 323 habitantes (densidade: 36,8 hab./km²).